# 莱塞萨尔 (滨海夏朗德省)
莱塞萨尔（法語：Les Essards，法語發音：[le.z‿ɛsaʁ] ⓘ）是法国滨海夏朗德省的一个市镇，位于该省中部，属于桑特区。

## 地理
莱塞萨尔（45°47'31"N, 0°45'31"W）面积9.66 平方千米，位于法国新阿基坦大区滨海夏朗德省，该省份为法国西部滨海省份，北起旺代省，西临大西洋，南至吉倫特省，东南接多爾多涅省，东北接德塞夫勒省接壤，东临夏朗德省。
与莱塞萨尔接壤的市镇（或旧市镇、城区）包括：尼约勒莱桑特、普拉赛、圣乔治德科托、圣波谢尔、阿尔努河畔圣叙尔皮斯、苏利尼奥讷。

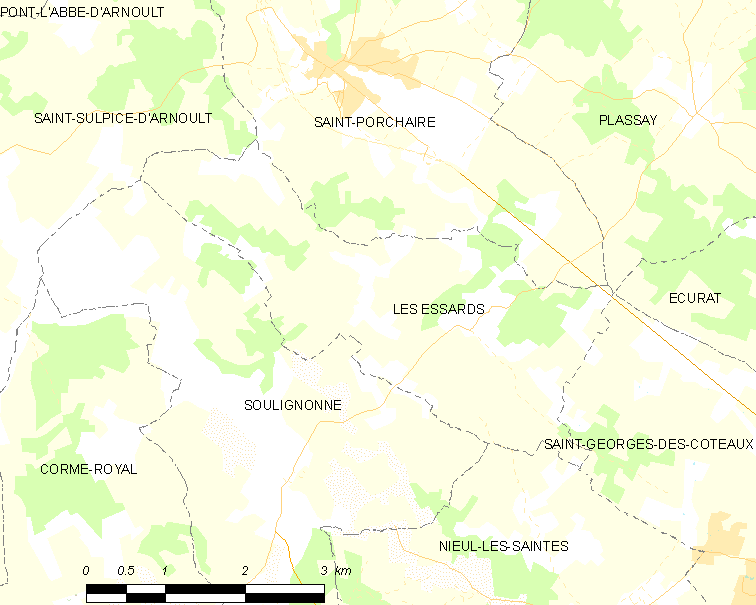
的OSM定位图

莱塞萨尔的时区为UTC+01:00、UTC+02:00（夏令时）。

## 行政
莱塞萨尔的邮政编码为17250，INSEE市镇编码为17154。

## 政治
莱塞萨尔所属的省级选区为圣波谢尔县。

## 人口

1962-2008年间人口变化图示

莱塞萨尔于2022年1月1日时的人口数量为733人。